# Alko
Alko или Oy Alkoholiliike Ab — финская государственная монопольная компания по изготовлению и продаже алкогольной продукции.
На 2017 год в стране действовало 355 магазина. Открыт интернет-магазин.

## История
Компания была учреждена 5 апреля 1932 года (т. н. финская загадка про «5-4-3-2-1-0») с вступлением в силу нового постановления об отмене в Финляндии «сухого закона». В этот день в 10:00 по всей стране были открыты первые 47 государственных алкогольных магазинов с логотипом «Alko».
Предложение ряда правительственных чиновников Финляндии о переводе продаж слабоалкогольных напитков из продуктовых магазинов в специализированные Alko, вызвали отрицательную реакцию в обществе.
12 ноября 2015 года суд Европейского союза подтвердил монопольное право Alko на продажи алкоголя внутри страны и отверг требования ряда европейских компаний беспошлинно осуществлять удаленную продажу алкогольных напитков в Финляндию.

## Продажи

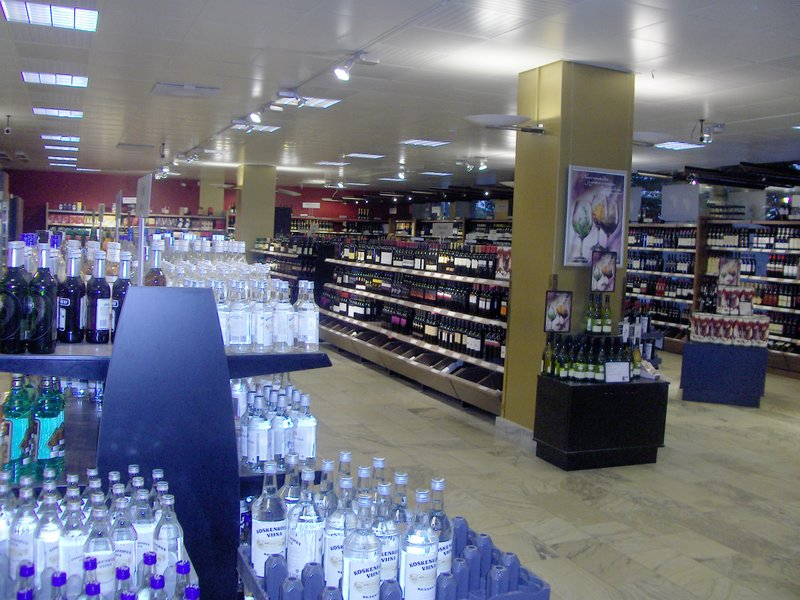
Alko в Хельсинки (торговый центр Камппи)

Пик продаж пришёлся на 2007 год, когда было продано 113,5 миллионов литров алкогольной продукции, после чего наблюдается ежегодное снижение продаж приблизительно на 2,5 % (впервые рост продаж порядка 2 % был зафиксирован в первом полугодии 2016 года, когда магазины монополии посетило 27 млн клиентов).
В 2012 году отмечался значительный рост продаж алкогольной продукции среди российских туристов, которых привлекали в Финляндии более низкие по сравнению с Россией цены на качественные вина. В Лаппеэнранта и Котка россияне ежегодно покупают алкогольной продукции более, чем на 1 млн евро.
За девять месяцев 2013 года продажа спиртной продукции снизилась на 4 % в пересчете на чистый алкоголь. Причиной послужили как увеличившиеся налоги, так и изменение привычек потребителей.
За две недели до празднования Рождества продажи алкогольных напитков увеличиваются в Финляндии на 96 %, то есть на 3,5 миллиона литров. Самым популярным праздничным напитком является красное вино, продажи которого выросли в предрождественский период 2013 года на 134 % (наибольший рост продаж, в пять раз, заметен в ассортименте вин по цене выше 17 евро). Из крепких алкогольных напитков самыми популярными в 2013 году стали коньяки X.O. (их продажи выросли почти на 790 %), и коньяки VSOP, где рост продаж составил 513 %. Другие наиболее продаваемые напитки — это глинтвейн, портвейн и шотландский виски. В рождественскую неделю магазины Alko посещают около двух миллионов клиентов.
С января по ноябрь 2014 года продажа алкогольной продукции снизилась на 3 % по сравнению с 2013 годом.
В предпасхальные дни 2013 года было куплено более 835 тысяч литров красного вина.